# Tor Stokke
Tor Stokke, född 23 augusti 1928 i Trondheim, död 13 juni 2003, var en norsk skådespelare och regissör. Han var gift med skådespelaren Ingebjørg Sem och far till skådespelaren Linn Stokke.

## Filmografi (urval)
- 1956 – Roser til Monica
- 1957 – På slaget åtte
- 1958 – Människor på flykt
- 1959 – Jakten
- 1960 – Venner
- 1960 – Det store varpet
- 1961 – Oss atomforskere imellom
- 1961 – Et øye på hver finger
- 1972 – När vi döda vaknar
- 1987 – Hip hip hurra!